# Piet Derksen
Pour les articles homonymes, voir Derksen.
Petrus Henricus (Piet) Derksen, né à Rotterdam le 15 février 1913, décédé à Westerhoven le 24 février 1996, est un chef d’entreprise néerlandais, fondateur de la société néerlandaise de parcs de vacances Center Parcs, par ailleurs philanthrope d’obédience catholique.

## Premiers pas dans les activités sportives
Né à Rotterdam, Piet Derksen a souvent expliqué qu’il a été poussé très jeune par son père à la pratique du sport, notamment le tennis, parce que son géniteur l’estimait trop tourné vers la lecture. Pour autant, très vite, si le jeune homme s’adonne à cette activité, il en entrevoit aussi les potentialités économiques. À l’issue de la seconde guerre mondiale, il achète avec l’aide de ses parents, à Kralingen (en) dans la banlieue de Rotterdam, un court de tennis auquel il adjoint rapidement diverses prestations annexes, vente d’articles spécialisés ou encore réparation de raquettes.
Alors qu’il est employé chez Unilever, il se lance en 1953 dans la commercialisation d’articles de sport en profitant de l’ouverture du premier centre commercial piéton des Pays-Bas, le Lijnbaan de Rotterdam. Accessible tous les jours selon les principes innovants de cette galerie marchande, le « Sporthuis Centrum » apporte aux consommateurs une offre complète d'articles de sports et de loisirs au sein d’un secteur alors peu organisé car faiblement concentré.
Dans les années soixante, sachant avec acuité épouser l’émergence de la société de loisirs que les Pays-Bas connaissent à l’exemple de toutes les économies occidentales, Derksen oriente ses activités vers les articles de camping. Devant le succès rapide de cette stratégie et afin de mieux contrôler la branche la plus dynamique de ses magasins, il acquiert une usine de fabrication de tentes dans le Nord-Brabant, prélude à la constitution d’une chaine de magasins qu’il déploie dans tout le pays.

## Création et succès des parcs de nature
En 1968, Derksen met ses produits au service d’une nouvelle idée, celle de l’aménagement d’un parc de vacances dans une propriété boisée du Limbourg, à proximité de Venlo. Ce domaine, situé sur la commune de Reuver, « De Lommerbergen », inaugure la formule originale qui sera à la base du succès de l’entreprise : prix maîtrisés, ouverture toute l’année, mais surtout proximité de la nature sans pour autant sacrifier aux impératifs du confort. Derksen offre en effet aux clients des services qui rendent inutile de les chercher ailleurs, restaurants, magasins de tous genres, terrain de sports, etc. Enfin, dès cette fondation, ce parc de loisirs offre des aires aquatiques, des lacs mais surtout une piscine qui est, dans cette phase pionnière, un modeste bassin protégé par une toile.
Le succès du parc est tel que Derksen, persuadé que la clé de ce dernier dépend des conditions d’accueil offertes aux clients, remplace rapidement les tentes originelles par des bungalows en dur. Conçus à partir d'un dessin de l’architecte Jaap Bakema, membre de la célèbre « Team 10 », ces « cottages » rehaussent encore la qualité de l’accueil dans le parc (maisons de plain-pied, baies vitrées, télévision couleur, cuisines équipées, etc.) .

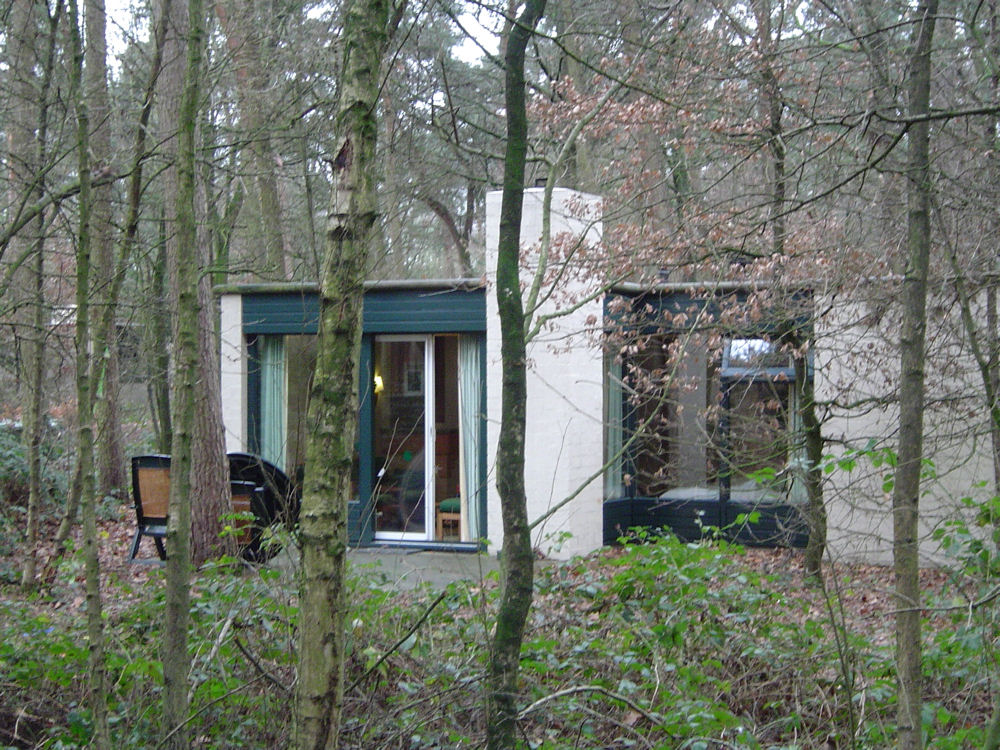
Cottage de Center Parcs dessiné par Bakema.

Après cette première création, Piet Derksen implante à partir de 1970 dans tous les Pays-Bas d’autres domaines de vacances sur le modèle de Lommerbergen, notamment en y reproduisant partout l'œuvre de Bakema, cheminements et distribution des cottages - sans vis-à-vis - ainsi que le plan de ces derniers. Derksen pousse aussi encore plus loin le concept des loisirs aquatiques en offrant à la fin des années 1970, des bassins installés sous une grande coupole chauffée, cette « bulle » tropicale devenant le trait distinctif de l’entreprise auprès des clients.
En 1978, afin de se consacrer totalement aux parcs de vacances qui ont pris peu à peu le pas sur l’activité commerciale de ses débuts, Derksen cède ses dix-sept magasins Sporthuis Centrum au leader néerlandais du secteur Perry Sport.
En 1981, aidé par la proximité linguistique, culturelle et géographique avec le Brabant septentrional, il ouvre son premier parc en Belgique. Cette expansion hors des frontières le pousse d’ailleurs en 1986 à rebaptiser son entreprise. Il substitue au très néerlandais « Sporthuis Centrum » un international « Center Parcs » qui frappe toutefois par son aspect composite puisque ses deux termes n’existent ensemble dans aucune langue. En 1987, est fondé le premier domaine britannique, dans la forêt de Sherwood, puis, en 1988, le premier domaine français, en Normandie.
Si Derksen veille à innover sans cesse comme tout bon entrepreneur, il reste cependant un dirigeant atypique, vivant toute l’année – jusqu’à sa mort - dans un bungalow du parc De Kempervennen, près de la frontière belge. De cette position, il veille, faisant preuve d’une grande exigence envers ses employés, à utiliser régulièrement les services du domaine afin d’observer les réactions des clients mais aussi et surtout en comprendre les besoins. Ce travail d’écoute quotidienne aboutit peu à peu à offrir au public des prestations qui épousent très précisément ses attentes. Le taux de satisfaction élevé qui en découle contribue à le fidéliser durablement.
En 1982, Derksen introduit Sporthuis Centrum sur le marché boursier. Vendant 30 % de ses actions, il retire de cette capitalisation près de 135 millions d'euros de liquidités, conservant en fortune propre les 70 % restants.
En 1989, il cède la société Center Parcs pour 330 millions au brasseur britannique Scottish & Newcastle. Ce dernier vend l’entreprise pour moitié en 2001 au groupe touristique français Pierre & Vacances lequel, deux ans plus tard, en prendra le contrôle total.

## Philanthropie chrétienne et catholique
Derksen a été toute sa vie un catholique fervent exprimant sa foi jusqu’au cœur de son entreprise. Hors la présence aujourd’hui oubliée d’églises et de chapelles qu’il avait construites dans chacun de ses parcs, le soutien financier qu’il a apporté à divers mouvements charismatiques n’a pas manqué de susciter des polémiques.
Originaire d’une région néerlandaise à majorité catholique, Derksen n’est pas particulièrement dévot lorsqu’il manque de perdre la vie dans un grave accident d’automobile en 1970. Il sort de cette épreuve convaincu que la guérison inespérée dont il a profité est d’essence miraculeuse, ce qui transforme définitivement son rapport au catholicisme.
En mars 1984, il crée la fondation « Getuigenis van Gods Liefde », (témoignage de l'amour de Dieu) dont la branche financière, sans but lucratif, « Levend Waters » (l’Eau vive) est alimentée par la totalité de ses actions du groupe créées par la capitalisation de 1982. Il y ajoutera ensuite le produit de la vente, chez Christie's, de sa collection de tableaux ainsi que celui de la cession de sa luxueuse villa qu’il possédait avec sa femme à Turnhout en Belgique.
Dès lors salarié, avec son épouse, d’une Fondation qu’il dirige avec ses trois filles et son fils, Derksen investit des sommes considérables dans de multiples médias religieux, visant en priorité, comme il l’expliquera au début des années 1990, les pays de l’Est récemment libérés des régimes communistes, afin de propager l’évangile sur ces territoires athées.
L’investissement est massif dans des journaux – dont le magazine familial gratuit « Manna » fondé en 1988 – des brochures, des livres mais surtout des dizaines de programmes de radio et de télévision catholiques conservateurs.
Il soutient ainsi en 1992 le réseau américain « Eternal Word » de sœur Mère Angélique de l’Annonciation – Mother Angelica née Rita Antoinette Rizzo – en lui apportant 23 millions de dollars afin de permettre à ses programmes d’ondes courtes d’étendre considérablement leur couverture. Dans la même ligne, grand admirateur du Pape Jean-Paul II, Derksen participe au financement du satellite « Lumen 2000 » mis en œuvre à cette époque par le Vatican. Il finance enfin une école de journalisme « European Media Studies » située à Bruxelles qui sera ensuite, après le retrait de la fondation en 1995, renommée « Institut de journalisme Robert Schuman » et délocalisée à Angers.
Moins controversés seront ses soutiens à la création d’un centre de retraite à Rome destiné à accueillir des prêtres, notamment des pays de l’Est, au Vatican. Dans la même ligne, Derksen a financé la construction à Paray-le-Monial d’un hôtel destiné à accueillir dans de bonnes conditions les pèlerins. Bâti en face du Moulin-Liron, baptisé Prieuré du Cœur de Jésus, le bâtiment sera, lors de son inauguration en 1986, béni par le pape Jean Paul II en personne.
Piet Dersen est décédé le 24 février 1996 à 83 ans, sept mois après la disparition de son épouse Gertrude.